# Кiselo-bazna reakcija
Kiselo-bazna reakcija je hemijska reakcija koja se odvija između kiseline i baze. Nekoliko teoretskih okvira pruža alternativne koncepcije reakcionih mehanizama i njihovih primena u rešavanju srodnih problema; oni se nazivaju kiselinsko–baznim teorijama, kao što je na primer, Brensted-Laurijeva teorija kiselina i baza. Njihov značaj postaje očevidan u analizi kiselinsko–baznih reakcija u gasnom ili tećnom stanju, ili kad je kiselinski ili bazni karakter donekle manje uočljiv. Prvi od tih koncepata je pružio francuski hemičar Antoan Lavoazje, oko 1776.
Važno je razmišljati o kiselo-baznim reakcionim modelima kao teorijama koje se međusobno dopunjuju. Na primer, trenutni Luisov model ima najširiju definiciju kiselina i baza, s tim da je Brensted-Laurijeva teorija podskup onoga što su kiseline i baze, a Arenijusova teorija je najrestriktivnija.

## Definicije kiselina i baza

### Istorijski razvoj

#### Lavoazjeova kiseonična teorija kiselina
Prvi naučni koncept kiselina i baza dao je Lavoazje oko 1776. Pošto je Lavoazjeovo poznanje jakih kiselina uglavnom bilo ograničeno na oksokiseline, kao što je HNO
3 (azotna kiselina) i H
2SO
4 (sumporna kiselina), koje imaju tendenciju da sadrže centralne atome u visokim oksidacionim stanjima okruže kiseonikom, a pošto on nije bio upoznat sa stvarnim sastavom hidrohaličnih kiselina (i), on je definisao kiseline u smislu njihovog kiseoničnog sadržaja. On je taj element nazvao polazeći od grčkih reči sa značenjem „formirač kiselina” (od grčke reči οξυς (oxys) što znači „kiselina” ili „oštar”, i γεινομαι (geinomai) što znači „izazivač”). Lavoazjeova definicija se zadržala više od 30 godina, sve do obljavljivanja jednog članka iz 1810. godine i naknadnih predavanja Ser Hamfri Dejvija u kojima je dokazao odsustvo kiseonika u H
2S,  i hidrohaličnim kiselinama. Međutim, Dejvi nije uspeo da razvije novu teoriju, zaključujući da „kiselost ne zavisi od posebne elementarne supstance, već od specifičnog aranžmana različitih supstanci”. Jednu primetnu modifikaciju kiseonične teorije pružio je Jons Jakob Bercelijus, koji je naveo da su kiseline oksidi nemetala, dok su baze oksidi metala.

#### Libigova vodonična teorija kiselina
Godine 1838. Justus fon Libig je predložio da je kiselina jedinjenje koje sadrži vodonik i čiji se vodonik se može zameniti metalom. Ovo redefinisanje zasnovano je na njegovom opsežnom radu na hemijskom sastavu organskih kiselina. Time je okončan doktrinarni prelaz sa definicije kiselina na bazi kiseonika do kiselina na bazi vodonika koji je započeo Dejvi. Libigova definicija, iako u potpunosti empirijska, ostala je u upotrebi skoro 50 godina do usvajanja Arenijusoeve definicije.

### Arenijusova definicija
Prvu modernu definiciju kiselina i baza u molekularnom smislu formulisao je Svante Arenijus. Vodonična teorija kiselina je proizašla iz njegovog rada 1884. godine, kada je Fridrih Vilhelm Ostvald utvrdio prisustvo jona u vodenom rastvoru, i dovela je do toga da je Arenijus dobio Nobelovu nagradu za hemiju 1903. godine.
Kao što je definisao Arrhenius:
- Arenijusova kiselina je supstanca koja se disocira u vodi da formira vodonične jone (H+);[10] to jest, kiselina povećava koncentraciju + jona u vodenom rastvoru

To izaziva protonaciju vode, ili stvaranje hidronijum jona. U današnje vreme se simbol  tumači kao skraćenica za , jer je poznato da samostalni protoni ne postoje kao slobodna vrsta u vodenom rastvoru.
- Arenijusova baza je supstanca koja se disocira u vodi da formira hidroksidne jone; to jest, baza povećava koncentraciju − jona u vodenom rastvoru.

Arenijusove definicije kiselosti i baznosti su ograničene na vodene rastvore i odnose se na koncentraciju jona u rastvaraču. Prema ovoj definiciji, čista  i HCl kiselina rastvorene u toluenu nisu kiseline, a rastopljeni NaOH i rastvori kalcijum amida u tečnom amonijaku nisu alkalni. To je dovelo do razvoja Brensted-Laurijeve teorije i kasnije Luisove teorije da bi se objasnili ovi bezvodni izuzeci.
Sve u svemu, da bi se kvalifikovala kao Arenijusova kiselina, nakon uvođenja u vodu, hemikalija mora uzrokovati, direktno ili na drugi način:
- povećanje koncentracije vodenog hidroniuma, ili
- smanjenje koncentracije vodenog hidroksida.

Suprotno tome, da bi se kvalifikovala kao Arenijusova baza, nakon uvođenja u vodu, hemikalija mora uzrokovati, direktno ili drugačije:
- smanjenje koncentracije vodenog hidroniuma, ili
- povećanje koncentracije vodenog hidroksida.

Reakcija kiseline sa bazom naziva se reakcijom neutralizacije. Proizvodi ove reakcije su so i voda.
kiselina + baza → so + voda
U ovom tradicionalnom predstavljanju reakcija neutralizacije kiseline i baze je formulisana kao reakcija dvostruke zamene. Na primer, reakcijom hlorovodonične kiseline, HCl, sa natrijum hidroksidom, NaOH, rastvori proizvode rastvor natrijum hlorida, NaCl i dodatne molekule vode.
Modifikator u ovoj jednačini Arenijus je podrazumevao, umesto da ga eksplicitno uključuje. Njime se ukazuje da su supstance rastvorene u vodi. Iako su sve tri supstance, HCl, NaOH i NaCl sposobne da postoje kao čista jedinjenja, u vodenim rastvorima se potpuno disociraju u solvatisane jone +, −, + i −.

## Racionalizacija jačine Luisovih kiselinsko-baznih interakcija

### HSAB teorija
Godine 1963, Ralf Pirson je predložio kvalitativni koncept poznat kao načelo tvrdih i mekih kiselina i baza, koji je kasnije postao kvantitativan uz pomoć Roberta Para 1984. godine. „Tvrde” se odnosi na vrste koje se male, imaju visoka staja naelektrisanja, i koje su slabo polarizabilne. „Mekane” se odnosi na vrste koje su velike, imaju niska stanja naelektrisanja, i koje su veoma polarizabilne. Kiseline i baze formiraju interakcije, i najstabilnije interakcije su tvrda–tvrda i maka–meka. Ova teorija je našle primenu u organskoj i neorganskoj hemiji.

### ECW model
ECW Model je kvantitativni model koji opisuje i predviđa jačinu interakcija Luisovih kiselina i baza, -ΔH. Ovaj model dodeljuje E i C parametre mnogim Luisovim kiselinama i bazama. Svaka kiselina je karakterisana sa  i . Svaka baza je slično tome karakterisana sa  i . Vrednosti E i C parametara se odnose, respektivnoo, na elektrostatičke i kovalentne doprinose jačini veza koje kiselina i baza formiraju. Jednačina je
Član W predsatavljq konstantni energetski doprinos za kiselinsko–bazne reakcije kao što su je razlaganje dimernih kiselina ili baza. Jednačina predviđa preokret jačina kiselina i baza. Grafička reprezentacija jednačine pokazuje da ne postoji jedan red jačine Luisove baze ili kiseline.

## Kiselinsko–bazna ravnoteža
Reakcija jake kiseline sa jakom bazom je esencijalno kvantitativna reakcija. Na primer,
U ovoj reakciji joni natrijuma i hlora ne učestvuju direktno u reakciji neutralizacije.
Sa slabim bazama dodavanje kiseline nije kvantitativno, pošto je rastvor slabe baze puferski rastvor. Rastvor slabe kiseline je isto tako puferski rastvor. Kad slaba kiselina reaguje sa slabom bazom formira se ravnotežna smeša. Na primer, adenin, obeležen sa AH može da reaguje sa vodonik fosfatnim jonom, HPO2−
4.
Konstanta ravnoteže ove reakcije se može izvesti iz konstante disocijacije kiseline adenina i divodoničnog fosfatnog jona.
Notacija [X] označava „koncentraciju X”. Kada se ove dve jednačine kombinuju eliminacijom koncentracije vodoničnog jona, dobija se izraz za ravnotežnu konstantu, K.

## Kiselinsko–alkalna reakcija
Kiselinsko–alkalna reakcija je specijalni slučaj kiselinsko–bazne reakcije, gde je korištena baza isto tako alkalija. Kad kiselina reaguje sa alkalnom soli (metal hidroksidom), produkat je mealna so i voda. Kiselinsko–alkalne reakcije su takođe reakcije neutralizacije.
U opštem slučaju, kiselinsko–alkalne reakcije se mogu pojednostaviti do
izostavljajući pomoćne jone.
Kiseline su generalno čiste supstance koje sadrže vodonične katjone (H+
) ili uzrokuju njihovo formiranje u rastvorima. Hlorovodonična kiselina (HCl) i sumporna kiselina (H
2SO
4) su tipični primeri. U vodi, one se razlažu u jone:
HCl → H+
(aq) + Cl−
(aq)
H
2SO
4 → H+
(aq) + HSO−
4(aq)
Alkalije se razlažu u vodi, dajući rastvorene hidroksidne jone:
NaOH → Na+
(aq) + OH−
(aq)

## Napomene
1. ↑  Novije preporuke IUPAC-a predlažu da se noviji izraz „hidronijum”[11] koristi umesto ranije prihvaćenog izraza „oksonijum”[12] da bi se jasnije prikazali reakcioni mehanizmi poput onih definisanih u Brensted-Laurijevoj i rastvaračkoj definiciji, dok Arenijusova definicija služi kao jednostavan opšti prikaz kiselinsko-baznog karaktera.[10]

## Literatura
- Clayden, Jonathan; Greeves, Nick; Warren, Stuart; Wothers, Peter (2000). Organic Chemistry (First изд.). Oxford University Press.
- Finston, H. L.; Rychtman, A. C. (1983). A New View of Current Acid-Base Theories. New York: John Wiley & Sons.
- Meyers, R. (2003). The Basics of Chemistry. Greenwood Press.
- Miessler, G. L.; Tarr, D. A. (1991). Inorganic Chemistry. ISBN 978-0-13-465659-5.

## Spoljašnje veze
- Acid-base Physiology: an on-line text
- John W. Kimball's online Biology book section of acid and bases.